# Marianne Böheim
Marianne Böheim, geborene Marianne Wulfen (* 1759 in Hamburg; † 1824) war eine deutsche Theaterschauspielerin.

## Leben
Böheim betrat schon als Mädchen unter ihrem Familiennamen Wulfen 1776 in Lübeck als „Louise“ in der Komödie Die abgedankten Offiziere die Bühne. 1779 debütierte sie als „Rosamunde“ im Lügne. Unter der Direktion von August Wilhelm Iffland gehörte sie am Berliner Königlichen Nationaltheater zu den wichtigen Mitgliedern des Ensembles. In Friedrich Schillers Trauerspiel Maria Stuart spielte sie zwischen 1803 und 1811 vierzehnmal die Rolle der „Königin Elisabeth“. Am häufigsten stand sie in Berlin seit 1803 in der Tragödie Die Jungfrau von Orleans in der Rolle der „Königin Isabeau“ auf der Bühne. In der seit 1807 aufgeführten Tragödie Phädra von Jean Racine spielte sie die Rolle der „Oenone“. Sie und ihr Mann Josef Michael Böheim blieben geschätzte Mitglieder dieser Bühne, der sie bis zu ihrem Tode 1824 angehörte.
Ihre Tochter Charlotte Dorothea Böheim wurde ebenfalls Theaterschauspielerin.